# Acmispon oroboides
Acmispon oroboides là một loài thực vật có hoa trong họ Đậu. Loài này được (Kunth) Brouillet mô tả khoa học đầu tiên năm 2008.